# پتک (مورگل)
پتک (به ترکی استانبولی: Petek) یک منطقهٔ مسکونی در ترکیه است که در مورگل واقع شده‌است. پتک ۹۶ نفر جمعیت دارد.